# CIO (Magazin)

Das Logo des Magazins

CIO – IT-Strategie für Manager ist ein monatlich in der International Data Group (IDG) Business Media GmbH erscheinendes IT-Wirtschaftsmagazin, das sich hauptsächlich mit den wirtschaftlichen und strategischen Aspekten des Informationstechnik-Einsatzes in Unternehmen beschäftigt. Benannt ist es nach der Rolle des Chief Information Officer (IT-Leiter eines Unternehmens).
Die Erstausgabe des Magazins erschien im Oktober 2001. CIO zielt auf Führungskräfte aller Branchen, die über den strategischen IT-Einsatz in ihren Unternehmen entscheiden. Exemplarisch zeigt das Magazin, wie IT in Unternehmen implementiert werden kann. Darüber hinaus will CIO wichtige Technologietrends und Management-Methoden vermitteln. Zum Redaktionsteam gehören Wolfgang Herrmann, Jens Dose, Alexandra Mesmer und René Schmöl.
CIO erscheint derzeit in zwölf Ländern: Australien, China, Deutschland, Frankreich, Indien, Japan, Kanada, Südkorea, Neuseeland, Polen, Schweden und den USA.
Das Magazin kürt seit 2003 zusammen mit der Computerwoche einen „CIO des Jahres“. Ferner wurde 2016 erstmals gemeinsam mit der CIO-Stiftung und der WHU – Otto Beisheim School of Management der CIO Executive Award vergeben, mit dem „herausragende Potentialträger“ geehrt werden sollen.

## Auflagenstatistik
Im vierten Quartal 2009 lag die durchschnittliche monatlich verbreitete Auflage nach IVW bei 14.427 Exemplaren. Das sind 23,79 Prozent (= 4.503 Hefte) weniger Hefte als im Vergleichsquartal des Vorjahres. Der Verkauf von Abonnements stagnierte in den Jahren 2007 bis 2009.
Das CIO-Magazin wird primär als Controlled Qualified Circulation vertrieben.
| Anzahl der monatlich verbreiteten Ausgaben | Anzahl der monatlich verbreiteten Ausgaben | Anzahl der monatlich verbreiteten Ausgaben | Anzahl der monatlich verbreiteten Ausgaben | Anzahl der monatlich verbreiteten Ausgaben |
| ------------------------------------------ | ------------------------------------------ | ------------------------------------------ | ------------------------------------------ | ------------------------------------------ |
| Quartal                                    |                                            |                                            | Auflage a                                  |                                            |
| IV/2007                                    | IV/2007                                    |                                            | 21.087                                     | 21.087                                     |
| IV/2008                                    | IV/2008                                    |                                            | 18.930                                     | 18.930                                     |
| IV/2009                                    | IV/2009                                    |                                            | 14.427                                     | 14.427                                     |
| Quelle: IVW                                |                                            |                                            |                                            |                                            |

| Anzahl der monatlich verkauften Abonnements | Anzahl der monatlich verkauften Abonnements | Anzahl der monatlich verkauften Abonnements | Anzahl der monatlich verkauften Abonnements | Anzahl der monatlich verkauften Abonnements |
| ------------------------------------------- | ------------------------------------------- | ------------------------------------------- | ------------------------------------------- | ------------------------------------------- |
| Quartal                                     |                                             |                                             | Abos a                                      |                                             |
| IV/2007                                     | IV/2007                                     |                                             | 1.300                                       | 1.300                                       |
| IV/2008                                     | IV/2008                                     |                                             | 1.309                                       | 1.309                                       |
| IV/2009                                     | IV/2009                                     |                                             | 1.319                                       | 1.319                                       |
| Quelle: IVW                                 |                                             |                                             |                                             |                                             |

## Zusätzliche Publikationen
Im Internet bietet CIO Online weiterführende Informationen und spezielle Angebote über das Magazin hinaus. Das „CIO-Netzwerk“ ist nicht nur das Alleinstellungsmerkmal der Website, sondern auch mit über 13.300 Usern das größte soziale Netzwerk für CIOs in Deutschland. Insgesamt elf Knowledge-Center angefangen von „Business Intelligence“ über „ERP“ bis „Storage“ ordnen die Online-Beiträge thematisch. In der Top-500-Datenbank gibt es detaillierte IT-Informationen über die 500 größten deutschen Unternehmen ab 1 Mrd. Euro Umsatz pro Jahr.
Das CIO-Jahrbuch „Die IT-Fakten der größten Unternehmen Deutschlands“ erscheint jährlich. Das Nachschlagewerk bündelt die Recherche-Ergebnisse der CIO-Redaktion und ermöglicht einen Einblick in die wichtigsten IT-Kennzahlen der Branchenführer.
Weiterhin veranstaltet CIO zielgruppenspezifische Kongresse und Fachveranstaltungen wie etwa die Hamburger IT-Strategietage, der IT Excellence Benchmark oder die Executive Lounge.